# Біллі Портер
Біллі Портер (англ. Billy Porter; нар. 21 вересня 1969) — американський актор, співак і драматург. Лауреат премій «Тоні», «Греммі» і «Еммі», а також дворазовий номінант на «Золотий глобус».

## Ранні роки
Біллі Портер народився 21 вересня 1969 року в Піттсбурзі, Пенсільванія, в сім'ї Вільяма І. Портера і Клорінди Джин Джонсон Портер Форд. У нього є сестра, Мері Марта Форд-Дьенг. Його батько залишив сім'ю, коли Портеру було півтора року, після чого його мати одружилася знову. Портер пішов з дому, коли йому було 17 років, через насильство з боку вітчима. Він закінчив Коледж витончених мистецтв при університеті Карнегі — Меллона, де отримав ступінь бакалавра в драмі, а також вивчав сценарну майстерність в Каліфорнійському університеті в Лос-Анджелесі.

## Кар'єра
Портер починав кар'єру на театральній сцені, з'явившись в таких постановках, як «Міс Сайгон», «П'ять хлопців на ім'я Мо», «Бріолін» і «Венеціанський купець».
Він мав невеликі ролі у фільмах «Не такий як усі» і «Клуб перших дружин» (обидва 1996), «Практикантка», «Клуб розбитих сердець» (обидва 2000), а також брав участь в озвучуванні мультфільму «Анастасія» (1997). Портер написав шоу одного актора, «Гетто-суперзірка (Той, хто я є)», з яким виступав у Нью-Йорку з лютого по березень 2005 року, і яке принесло йому номінації на премії Ліги драми і «ГЛААД».
Портер домігся визнання критиків і глядачів завдяки ролі Лоли в бродвейському мюзиклі «Чумові боти», за яку отримав ряд нагород і номінацій, включаючи премії «Тоні» і «Драма Деск» за кращу чоловічу роль в мюзиклі в 2013 році . Він також мав епізодичні ролі в серіалах «Закон і порядок», «Невиліковне Це», «Закон і порядок: Спеціальний корпус» і «Відпал».
Починаючи з 2018 року, Портер виконує одну з провідних ролей в телесеріалі FX «Поза». Вона принесла йому премію «Еммі», тим самим зробивши його першим чорношкірим відкритим актором-геєм, який виграв «Еммі» в головній категорії, а також номінації на «Золотий глобус», «Вибір телевізійних критиків» і Асоціацію телевізійних критиків . У 2018 році він також з'явився в восьмому сезоні серіалу-антології «Американська історія жаху: Апокаліпсис».
Портер на прайд-параді в Нью-Йорку в 2019 році.
У 2020 році Портер з'явився в комедії Мігеля Артети «Гламурний бізнес». Серед його майбутніх проектів числяться екранізація казки «Попелюшка» режисера Кей Кеннон, де він виконає роль Феї-хресної, а також роль у другому сезоні серіалу «Сутінкова зона».

## Особисте життя
Портер — гей. 14 січня 2017 року його шлюб зі своїм партнером Адамом Смітом після восьми років стосунків.
Портер — християнин.

## Дискографія
Студійні альбоми
- Billy Porter (1997)
- At the Corner of Broadway + Soul (2005)
- Billy's Back on Broadway (2014 року)
- Billy Porter Presents the Soul of Richard Rodgers (2017)

## Сінгли
- «Show Me» / «What Iz Time» (1997)
- «Awaiting You» / «Time (Live)» (2005)
- «Edelweiss» (2017)
- «Love Yourself» (2019)